# ГЕС Tǎrìlēigā
ГЕС Tǎrìlēigā (塔日勒嘎水电站) — гідроелектростанція на північному заході Китаю в провінції Сіньцзян. Знаходячись перед ГЕС Xiàtè, входить до складу каскаду на річці Кизилсу – верхній течії Кашгару, лівої притоки Яркенду (центральна твірна річки Тарим, котра тече до безсточного озера Лобнор).
В межах проекту річку перекрили насипною греблею із глиняним ядром висотою 44 метра та довжиною 327 метрів. Вона утримує водосховище з об’ємом 33,1 млн м3 (корисний об’єм 13 млн м3) та припустимим коливанням рівня поверхні у операційному режимі між позначками 2245 та 2250 метрів НРМ (під час повені рівень може зростати до 2252,2 метра НРМ, а об’єм – до 41,8 млн м3).
Зі сховища через лівобережний гірський масив прокладено дериваційний тунель довжиною 1,4 км з діаметром 6,8 метра, який транспортує ресурс для чотирьох турбін потужністю по 12,25 МВт. Вони використовують напір у 54 метра та забезпечують виробництво 169 млн кВт-год електроенергії на рік. Відпрацьована вода повертається у річку по відвідному каналу довжиною 0,4 км.
Видача продукції відбувається по ЛЕП, розрахованій на роботу під напругою 110 кВ.
Під час будівництва була здійснена виїмка 2,56 млн м3 та проведена відсипка 0,53 млн м3 породи, а також використано 157 тис м3 бетону.